# Васильево (Рязанская область)
Васильево — деревня в Клепиковском районе Рязанской области. Входит в состав Ненашкинского сельского поселения.

## География
Находится в северной части Рязанской области на расстоянии приблизительно 15 км на северо-восток по прямой от районного центра города Спас-Клепики.

## История
В 1859 году здесь (тогда деревня Касимовского уезда Рязанской губернии) было учтено 23 двора, в 1897 — 49.

## Население
Численность населения: 208 человек (1859 год), 385 (1897), 0 как в 2002 году, так и в 2010.